# Organisme de bassin
Ne doit pas être confondu avec Agence de bassin.
Un organisme de bassin a pour mission d'être l'acteur principal en matière de gestion de l'eau d'un bassin versant.
Il existe un réseau international des organismes de bassin.

## Rôles et types d'organismes de bassin
Il existe trois rôles d'organismes de bassin, correspondant à trois types :
- régulation : ministère ou autre autorité gouvernementale ;
- gestion : gestionnaire de ressources naturelles ou agence de bassin ;
- prestation de services : entreprise publique, privée ou mixte.

## Fonctions principales
Les organismes de bassin ont trois fonctions principales :

### Suivi, enquête, coordination et réglementation
- Collecte des données
- Prévention, supervision et application de la réglementation
- Coordination
- Résolution des conflits : mettre en place des mécanismes de négociation et de règlement

des litiges.

### Planification et financement
- Répartition de l'eau
- Planification
- Mobilisation de ressources financières

### Aménagement et gestion
- Construction d'installations
- Maintenance des installations
- Gestion
- Prévention des catastrophes liées à l'eau
- Protection et préservation des écosystèmes